# Аширмурадов, Мамед
Мамед Аширмурадов — советский хозяйственный и государственный деятель, Герой Социалистического Труда.

## Биография
Родился в 1923 году в селе Акдепе. Член КПСС.
Окончил Ташкентский дорожный техникум и Туркменский политехнический институт.
В 1941—1945 — слесарь, ремонтник дизельных агрегатов Ашхабадского локомотивного депо.
В 1948—1967 — машинист локомотивного депо Ашхабад Ашхабадской железной дороги.
В 1967—1978 — машинист электровоза депо Ашхабад, преподаватель Ашхабадского технического училища.
С 1978 — персональный пенсионер союзного значения.
Указом Президиума Верховного Совета СССР от 1 августа 1959 года присвоено звание Героя Социалистического Труда с вручением ордена Ленина и золотой медали «Серп и Молот».
Депутат Верховного Совета Туркменской ССР 6-го и 7-го созывов. Делегат XXII съезда КПСС.
Жил в Туркменской ССР.

## Награды и звания
- Герой Социалистического Труда (01.08.1959)
- Орден Ленина (01.08.1959)
- Орден Знак Почёта (14.02.1957)